# Nens indi
El terme nens indi (anglès indigo children) és utilitzat en el context del corrent pseudocientífic de la "Nova Era" o New Age per referir-se a aquells xiquets que suposadament representarien un estat superior de l'evolució humana. Qui defensen aquesta hipòtesi assenyalen aquesta evolució com un avanç espiritual, no ètic i mental, sense atendre a la definició que donara el científic Charles Darwin (mutació i selecció per supervivència del més apte). L'expressió "Nens indi" ve del color de la seva aura.
El nen indi mostra una nova i poc usual sèrie d'atributs psicològics, aquest patró té factors comuns i únics que suggereixen els que interaccionen amb ells, que han de canviar la forma de tractar-los. Aquests nous patrons de comportament creen desequilibri i frustració en la ment d'aquestes precioses vides.
N'hi ha de 4 tipus diferents:
1. L'humanista: l'indi humanista està destinat a treballar amb les masses, seran els metges, advocats, professors, comerciants, executius i polítics del demà. Són molt hiperactius, sociables, i lectors ferotges i una mica maldestres.
2. El conceptual: Està més interessat en projectes que en persones. Seran els enginyers, arquitectes, dissenyadors, astronautes, pilots i militars. Són nens atlètics, controlen molt els seus pares. Aquest tipus de Índigo té tendència a l'addicció, especialment a drogues durant l'adolescència.
3. L'artista: Molt sensibles, de cos sovint. Els agrada l'art, molt creatius, seran els professors, artistes, cirurgians, investigadors o actors. Entre els 4 i els 10 anys, poden involucrar-se fins a 15 activitats diferents, però dediquen 5 minuts a cadascuna.
4. L'interdimensional: és molt més gran físicament. Entre els 1 i 2 anys ja no els podrà dir res. Ells diran: "Jo ja ho sé" o "Jo puc fer això". Són ells els que portaran noves filosofies i espiritualitat a aquest món.

Els nens indi necessiten adults emocionalment estables i segurs al seu voltant, es resisteixen a l'autoritat si no està ben orientada. Prefereixen altres formes d'aprenentatge, per a la lectura i les matemàtiques en particular. Es frustren fàcilment perquè tenen grans idees, però poques persones disposades a ajudar-los. Aprenen a un nivell exploratori, es resisteixen a memoritzar. Molt compassius, tenen moltes pors, a la mort i a la pèrdua dels seus éssers estimats. Si experimenten fracassos o decepció poden desenvolupar un bloqueig, sovint són diagnosticats amb trastorns d'atenció (ADD-Attention Deficit Disorder) o d'hiperactivitat.